# Rewolucja francuska (film)
Rewolucja francuska (fr. La Révolution française) – film historyczny, którego tematem jest rewolucja z lat 1789–1799.
Film składa się z dwóch części. Część pierwsza ukazuje obraz Wielkiej Rewolucji Francuskiej od zwołania Stanów Generalnych w 1789 roku do uwięzienia króla Ludwika XVI. Tematem drugiej części jest obraz terroru pod rządami reżimu Robespierre’a aż do jego upadku.

## Główne role
- Andrzej Seweryn – Maximilien de Robespierre
- Klaus Maria Brandauer – Georges Danton
- Jane Seymour – Maria Antonina
- Jean-François Balmer – Ludwik XVI
- François Cluzet – Camille Desmoulins
- Claudia Cardinale – Yolande Martine Gabrielle de Polastron, księżna Polignac
- Peter Ustinov – Honoré Gabriel Riqueti de Mirabeau
- Sam Neill – La Fayette
- Dominique Pinon – Jean-Baptiste Drouet
- Jean Boissery – Le Duc de Choiseul
- Christopher Thompson – Louis de Saint-Just
- Marie Bunel – Lucile Desmoulins
- Marianne Basler – Gabrielle Danton
- Christopher Lee – Charles Henri Sanson